# Helmut Metzler (Philosoph)
Helmut Metzler (* 25. Oktober 1930; † 29. Oktober 2020 in Jena) war ein deutscher Philosoph.
Anfang der 1950er Jahre begann Helmut Metzler in Jena an der Friedrich-Schiller-Universität (FSU) das Philosophiestudium. Die ihn prägenden Professoren waren Hermann Johannsen (Logik und Erkenntnistheorie), Paul F. Linke (Geschichte der Philosophie) und bis 1953 Georg Klaus (Dialektischer Materialismus). Als Georg Mende
Klaus abgelöst hatte und den Schwerpunkt des Philosophiestudiums zum Marxismus-Leninismus hin verlagerte, begann Metzler an der FSU sich auf Emil Utitz zu beziehen und zusätzlich Psychologie zu studieren. Nach Abschluss des Studiums als „Diplom-Philosoph“ blieb er als wissenschaftlicher Mitarbeiter in Jena, promovierte und habilitierte sich zum Professor. Metzler war Mitglied des DDR-Komitees für Wissenschaftliche Fragen der Sicherung des Friedens und der Abrüstung. Seine akademische Laufbahn an der FSU endete 1991.

## Publikationen (Auswahl)
- mit Claus Frischmuth: Lineare Optimierung – Berührungspunkte zwischen Mathematik, Ökonomie und Philosophie. In: Deutsche Zeitschrift für Philosophie. Bd. 10, Ausg. 9, Berlin Januar 1962.
- mit Franz Bolck: Friedrich Ludwig Gottlob Frege: Zur Aktualität seines Werkes. Friedrich-Schiller-Universität, Jena 1976.
- Hegels Beitrag zur Herausbildung eines neuen Paradigmas in der wissenschaftlichen Arbeit. In Erhard Lange (Hrsg.): Beiträge zur Geschichtsphilosophie der deutschen Klassik. Collegium Philosophicum Jenense. Heft 4, Hermann Böhlaus Nachfolger, Weimar 1981, S. 190 ff.
- Friedensidee und -realität kontra Kriegsverherrlichung und -realität – ein historischer Perspektivenwechsel. In Erhard Lange (Hrsg.): Beiträge zur Geschichtsphilosophie der deutschen Klassik. Collegium Philosophicum Jenense. Heft 6, Hermann Böhlaus Nachfolger, Weimar 1984, S. 246 ff.
- NSDAP-Propaganda aus psychologischer Sicht. Jenaer Forum für Bildung und Wissenschaft, Jena 1994.
- Feindbild und neues Denken – ein Widerspruch? Verlag Akademie der Wissenschaften der DDR, Berlin 1989.
- Beiträge zu einer dialektisch-materialistischen Grundlegung einer Theorie des Messens. Friedrich-Schiller-Universität, Jena 1979.
- Sprache des Friedens. (Kolloquium zu Semiotischen und Textlinguistischen Analysen des Positiven Friedensbegriffs), Friedrich-Schiller-Universität, Jena 1990.
- Zur Industrieforschungsreform – Modellfall Carl Zeiss Jena. DDR-Wissenschaftspolitik von den sechziger bis Mitte der siebziger Jahre. In: Clemens Burrichter, Gerald Diesener (Hrsg.): Reformzeiten und Wissenschaft. Beiträge zur DDR-Wissenschaftsgeschichte. Akademische Verlagsanstalt, Leipzig 2005, ISBN 3-931982-38-6, S. 71–93.
- Logik an der FSU in den 1950er Jahren. In: Tabularasa. Jenenser Zeitschrift für Kritisches Denken. Ausg. 44, Jena August 2011.
- Information als Gegenstand der Theorie und der gesellschaftlichen Praxis. In: Klaus Fuchs-Kittowski, Rainer E. Zimmermann (Hrsg.): Kybernetik, Logik, Semiotik. Philosophische Sichtweisen. (Tagung zum Anlass des 100. Geburtstages von Georg Klaus) trafo Wissenschaftsverlag, Berlin 2015, ISBN 978-3-86464-095-7.